# École de musique
Pour un article plus général, voir Enseignement musical.
 (août 2025).
Si vous disposez d'ouvrages ou d'articles de référence ou si vous connaissez des sites web de qualité traitant du thème abordé ici, merci de compléter l'article en donnant les références utiles à sa vérifiabilité et en les liant à la section « Notes et références ».
 (août 2025).
Une école de musique est une institution dispensant un enseignement spécialisé de la musique. Souvent, le terme école de musique, sans qualificatif, s'applique aux établissements formant à une pratique amateur, à l'inverse des conservatoires nationaux ou royaux, ou encore des écoles supérieures privées de musique.

## Histoire
Voilà de nombreuses années (de nombreux siècles en réalité)[Quand ?] que les écoles de musique existent.
À l'origine, depuis le Moyen Âge, la musique (avant tout vocale) était enseignée dans les églises, sur une durée de douze ans environ, à travers toute la France (et l'Europe), au sein d'une école maîtrisienne et d'un chœur (appelé aussi psallette), à des enfants qui pouvaient devenir ensuite choristes (et un peu plus accessoirement instrumentistes) professionnels, embauchés par l'Église, principalement dans une collégiale ou une cathédrale, ou bien ailleurs dans le monde profane. Bien souvent, ces musiciens enseignaient également à domicile.
De la fin du XVIIe siècle jusqu'à la Révolution de 1789), les Académie de musique furent des associations de concert et d'enseignement. Comme les futurs conservatoires, qui sont d'une certaine manière leurs successeurs, elles étaient liées aux municipalités. Dans ces Académies, les directeurs, maîtres et interprètes étaient tout naturellement issus, en grande partie, des ensembles musicaux d'église (auxquels ils continuaient par ailleurs à appartenir). Les chapitres ecclésiastiques et leur musique furent supprimés en 1790, dans toute la France. Certaines musiques d'églises continuèrent à exercer avec des moyens limités jusqu'en 1793.
En 1793-1795, la Révolution créa progressivement le premier Conservatoire, à Paris uniquement. Des musiques d'églises purent réapparaître en France, de manière longtemps précaire, à partir du Concordat signé en 1801 entre Bonaparte et le Vatican. Un certain nombre subsiste (et même prospère) au XXIe siècle, suivant le principe des horaires aménagés, en liaison avec l'Éducation nationale et la direction des conservatoires. 
Du côté de l'enseignement musical profane, c'est aussi au cours du XIXe siècle que d'autres écoles et conservatoires de musique apparurent, d'abord assez timidement, dans les différentes villes de France. Actuellement[Quand ?], ces conservatoires et ces écoles, réparties dans un grand nombre de communes, permettent aux publics de tout niveau d'apprendre à jouer, chanter, comprendre et composer de la musique.

## Typologie
Deux grands types d'école existent :
- les écoles supérieures de musique qui dispensent un enseignement destiné à former des musiciens professionnels ;
- les écoles de musique ou conservatoires municipaux, régionaux, etc. qui dispensent un enseignement destiné aux enfants, aux  adolescents ainsi qu'aux amateurs.

Ces établissements peuvent être publics ou privés.
Les écoles de musique ont chacune leurs propres méthodes, mais elles sont généralement plus tournées vers la pratique instrumentale ou vocale.

## Enseignement amateur
Avec la démocratisation de l'apprentissage en ligne, des écoles de musique en ligne ont vu le jour depuis 2005. Elles permettent à ceux qui ont peu de temps ou qui sont désireux d'apprendre la pratique instrumentale de prendre des cours sur internet, à domicile, par webcam ou en regardant des vidéos (autoformation).

## Enseignement supérieur
Une école supérieure de musique est un établissement d'enseignement supérieur qui dispense un enseignement pratique de la musique, et aussi souvent pédagogique. Les écoles supérieures de musique proposent généralement une formation de premier cycle en trois ou plus souvent quatre ans, puis un second cycle en un ou plus souvent deux ans. Beaucoup d'écoles proposent également un troisième cycle, généralement de deux ans, sanctionné par un doctorat.

## Europe

### Belgique
En Belgique, il existe notamment :
- les Académies de musique (établissements publics d'enseignement initial) ;
- les Conservatoires royaux (établissements publics d'enseignement supérieur).

### France
Les études de musique en France sont organisées dans des structures d'enseignement publiques et privées, permanentes, périodiques et ponctuelles. Alors que l'enseignement initial est destiné à former des artistes amateurs et un public éclairé, l'enseignement supérieur s'adresse aux futurs professionnels.

### Suisse
L'enseignement de la musique en Suisse est délivré généralement dans une haute école de musique (HÉM) ou dans un conservatoire (Genève, Lausanne, Neuchâtel, Sion, Fribourg, Delémont, Berne).
La durée des études est de cinq ans en moyenne (trois ans pour la licence et deux ans supplémentaires pour le master).
La HEM de Genève et Neuchâtel, celle de Lausanne, Fribourg et Sion, ainsi que celle de Berne délivrent un « Bachelor of arts » et un « Master of arts » avec mention de l'instrument et de la filière suivie (concertiste, soliste, composition, accompagnement, musicien d'orchestre).
Outre le bachelor et le master, Neuchâtel délivre également un « Diplôme de concert » et un « Diplôme de soliste ». Delémont ne délivre qu'un « Diplôme de capacité professionnelle d'instrument ».
Ces titres sanctionnent un apprentissage complet : 
- Instrument principal, deuxième instrument, masterclasses, lecture à vue ;
- Formation pratique : harmonie, accompagnement, musique d'ensemble, improvisation ;
- Formation générale : solfège, harmonie ou contrepoint, éléments d'analyse, interprétation, histoire de la musique, acoustique.

De plus, à Lausanne (institut de Ribaupierre), une formation professionnelle individualisée aboutit à un « Diplôme de virtuosité » ou à une « Licence de concert »[pertinence contestée].

### Catégorie connexe
- catégorie « École de musique »